# Instytuty świeckie
Instytuty świeckie – forma życia konsekrowanego w Kościele katolickim. Członkowie instytutów świeckich łączą w swoim powołaniu dwa aspekty: konsekrację (wypełnianie rad ewangelicznych: czystości, ubóstwa i posłuszeństwa) oraz świeckość. Starają się przepajać świat duchem Ewangelii z pozycji świata. Zatwierdzone 2 lutego 1947 przez papieża Piusa XII Konstytucją Apostolską Provida Mater Ecclesia.
Pierwszym w historii instytutem świeckim zostało Opus Dei, na podstawie Decretum laudis Primum Institutum z 24 lutego 1947. Dziś Opus Dei nie jest już instytutem świeckim, lecz prałaturą personalną wprowadzoną na II Soborze Watykańskim (zobacz więcej).
W Provida Mater Ecclesia rozróżniono instytuty na prawie papieskim i diecezjalnym. Instytutów na prawie papieskim w 1958 roku było cztery:
- stowarzyszenie św. Pawła,
- stowarzyszenie kapłańskie św. Krzyża i Opus Dei,
- kapłani pracownicy diecezjalni Najśw. Serca Jezusa
- stowarzyszenie Serca Jezusa[1].

Istnieją instytuty żeńskie, męskie, a także kapłańskie. W 1972 roku dla zacieśnienia współpracy między instytutami została powołana Światowa Konferencja Instytutów Świeckich, skupiająca ok. 200 instytutów świeckich. W Polsce działa ponad 30 instytutów skupionych w Krajowej Konferencji Instytutów Świeckich (KKIŚ). W 2004 roku Międzynarodowy Kongres Instytutów Świeckich odbył się w Częstochowie.